# Gerhard Geisler (General)
Gerhard Geisler (* 8. September 1925; † 30. August 2019 in Berlin) war ein Generalmajor der Deutschen Volkspolizei in der DDR.

## Leben
Geisler trat in die SED ein, wurde Angehöriger der  Volkspolizei und schlug die Offizierslaufbahn ein. Als Oberst der VP war er ab 1971 Erster Stellvertreter des Leiters der Versorgungsdienste im Ministerium des Innern der DDR.
Geisler studierte an der Hochschule der Deutschen Volkspolizei „Karl Liebknecht“ in Ost-Berlin und wurde 1975 mit der Dissertation A: Operative und ökonomische Aspekte der materiell-technischen Sicherstellung der Deutschen Volkspolizei zum Doktor promoviert.
Am 22. Juni 1982 ernannte ihn der Vorsitzende des Nationalen Verteidigungsrates der DDR, Erich Honecker, mit Wirkung vom 1. Juli 1982 zum Generalmajor der VP und gleichzeitig zum Stellvertreter des Leiters der Politischen Verwaltung des Ministeriums des Innern der DDR für organisationspolitische Arbeit. Diese Funktion übte er bis zu seiner Versetzung in den Ruhestand aus gesundheitlichen Gründen im Dezember 1987 aus.
Geisler war auch Mitglied des Redaktionsbeirates der Monatsschrift des MdI „Die Volkspolizei“.
Geisler starb im Alter von 93 Jahren. Seine Urne wurde in Berlin beigesetzt.

## Auszeichnungen
- 1971 Vaterländischer Verdienstorden in Bronze, 1981 in Silber und 1985 in Gold
- 1985 Ehrenurkunde des Zentralrats der FDJ